# Schneidersches Geschäftshaus

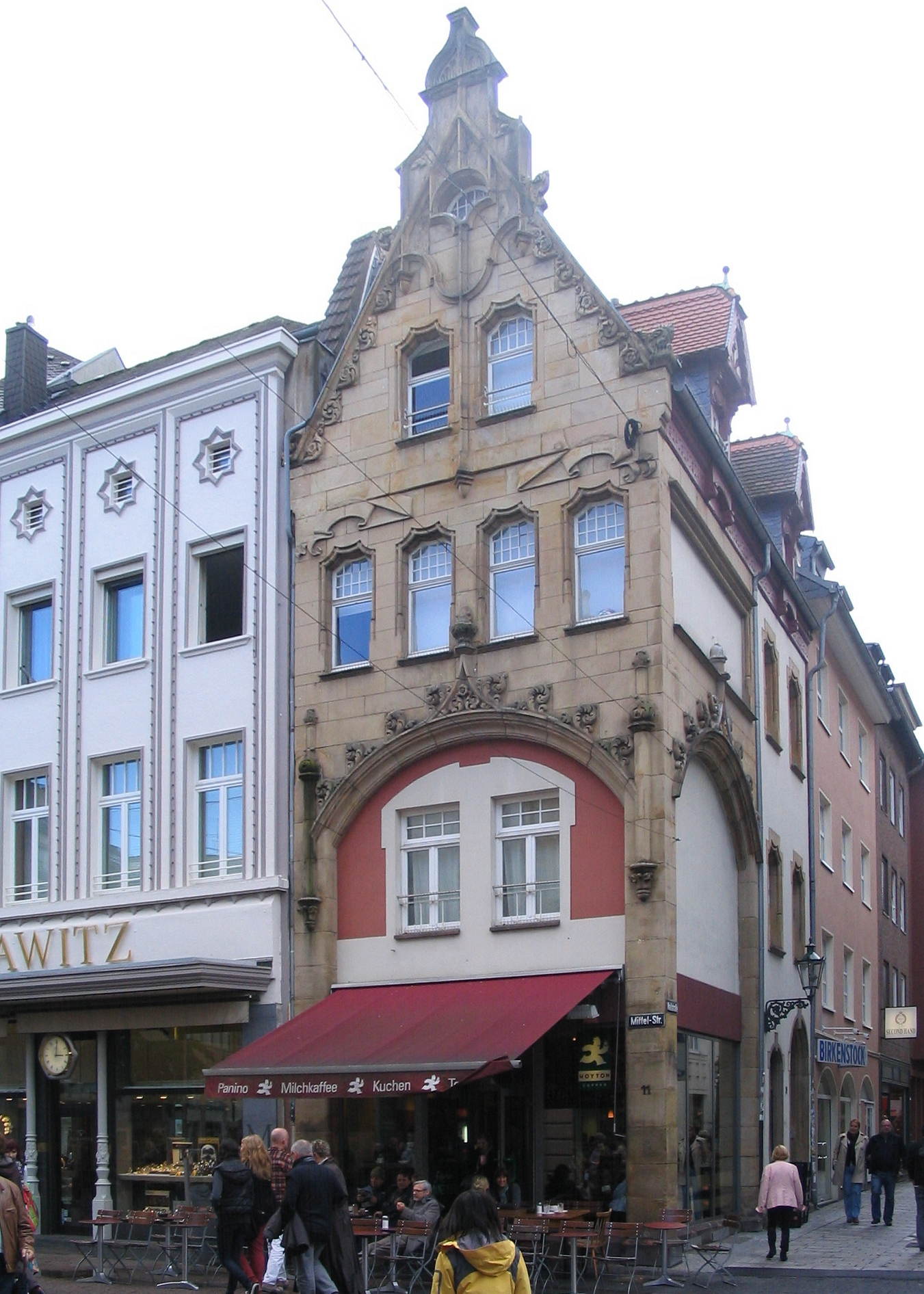
Das Geschäftshaus im Jahr 2011

Das ehemalige Schneidersche Geschäftshaus (auch Geschäftshaus Schneider) in der Düsseldorfer Altstadt wurde im Jahre 1896 oder 1898 nach Entwürfen des Düsseldorfer Architekten Hermann vom Endt erbaut. Am 2. September 1983 wurde das Eckhaus unter Denkmalschutz gestellt. Im Erdgeschoss des Gebäudes befindet sich heute eine Boutique.

## Details
Das Gebäude befindet sich heute auf dem Grundstück Wallstraße 29 a, Ecke Mittelstraße 11. Jörg Heimeshoff beschreibt in Denkmalgeschützte Häuser in Düsseldorf das Gebäude. Bemerkenswert findet er dabei die Natursteineinfassungen bzw. Natursteinverblendungen, Vorhangbögen, krabbenbesetzten Bögen, Blendmaßwerk, muschelförmigen Fenster und die Dachgaupen mit Krüppelwalm. Es ist im Erdgeschoss als Geschäftshaus angelegt, die oberen Stockwerke können auch als Wohnung oder Büro genutzt werden.

## Rezeption

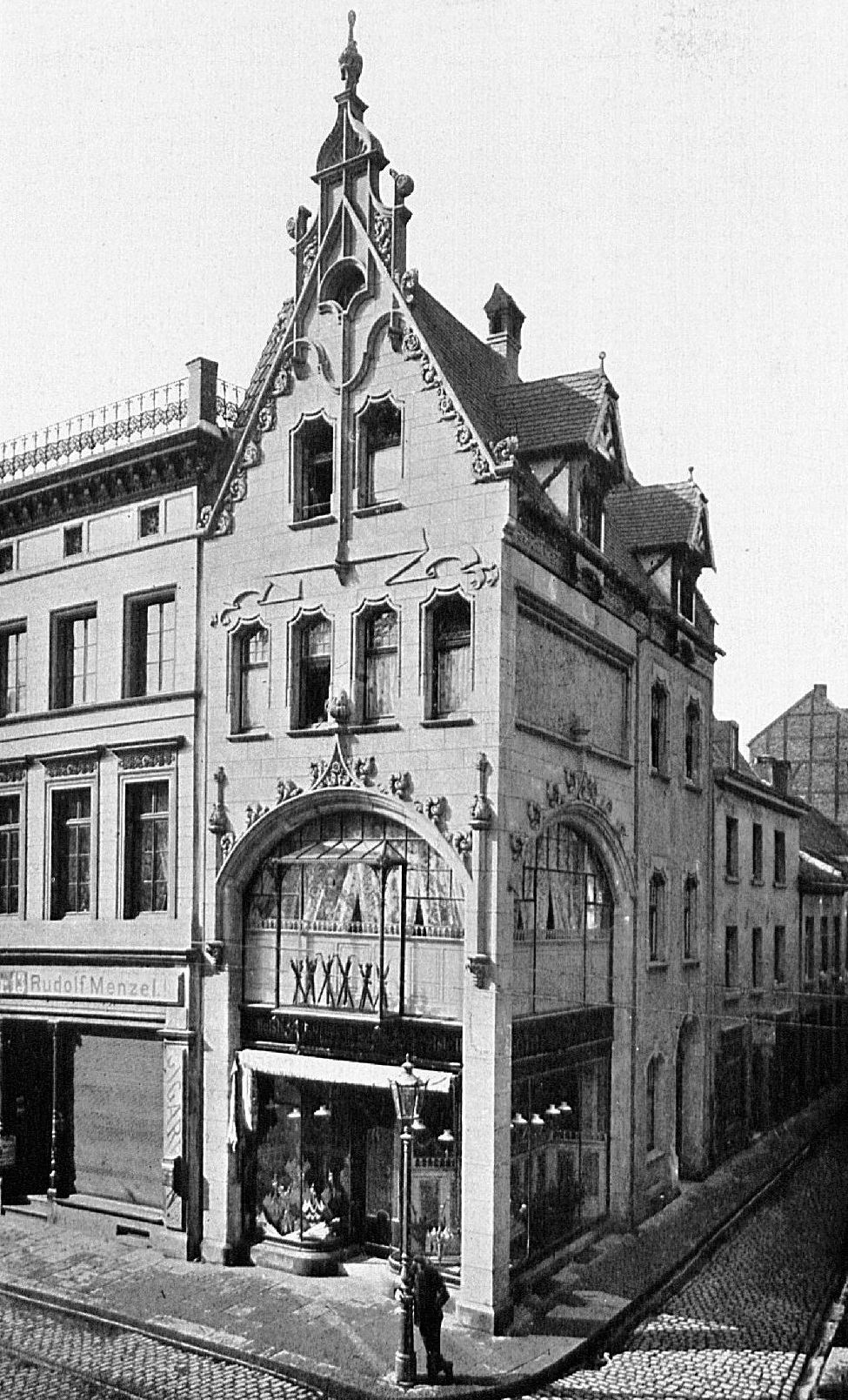
Schneidersches Geschäftshaus, 1902

Das Geschäftshaus wurde im Mappenwerk Moderne Neubauten des Architekten Wilhelm Kick publiziert.

Der Düsseldorfer Architekten und Ingenieurverein würdigte die Fassadengestaltung und Grundrisslösung des Hauses: 

„Das Schneidersche Geschäftshaus, Mittelstraße 11, im Jahre 1896 durch den Architekten Hermann vom Endt errichtet, bietet eine gute Grundrisslösung einer kleinen Eckbaustelle und zeigt in seiner Hausteinfassade schmucke, modern-gotische Formen (Abb. 460, 461 und 462).“

Das Institut für Denkmalschutz und Denkmalpflege charakterisiert das Gebäude als neugotisch.